# Micranthes melanocentra
Micranthes melanocentra är en stenbräckeväxtart som först beskrevs av Adrien René Franchet, och fick sitt nu gällande namn av A.S.Losina- Losinskaja. Micranthes melanocentra ingår i släktet rosettbräckor, och familjen stenbräckeväxter. Inga underarter finns listade i Catalogue of Life.